# سپتموری
سپتموری شهری در استان پازارجیک کشور بلغارستان است که جمعیت آن در سال ۲۰۰۱ میلادی ۸٬۹۳۷ نفر بوده‌است.